# M3 기관단총
M3 기관단총(United States Submachine Gun, Cal. .45, M3/M3A1)은 제2차 세계 대전 중 미국에 의해 개발된 기관단총이다. 톰슨 기관단총을 대체할 저가 기관단총으로 개발되었다. 자동차 정비에 쓰이는 그리스건과 유사하고, 권총 손잡이에 기름통이 있어 ‘그리스 건’이라는 별명을 가지고 있다. .45 ACP 탄을 사용하며, 간단한 개조를 통해 9mm 루거 탄을 사용할 수도 있다. 제2차 세계 대전 말부터 생산되었는데 부사관들은 성능이 더 좋은 톰슨 기관단총을 선호하여 주로 사병들에게 지급되었다. 그 뒤 한국 전쟁이 발발하자 대한민국의 병사들을 빨리 무장시키기 위해 대량생산이 되었다. 대한민국 국군도 한국 전쟁 당시부터 그 후에도 사용했었으나 나중에 대우 정밀 제작의 K-1으로 대체되었다. 그러나 베트남 전쟁에서는 톰슨 기관단총과 M14, M16에게 밀려 사용이 많이 되지는 않았다. 그렇지만 많은 국가들이 M3 그리스건을 라이센스 생산하거나 9mm 탄환으로 개조해서 생산을 하였다.

## 같이 보기
- 톰슨 기관단총
- 스텐 기관단총
- MP40
- GM